# Плоцкий департамент
Плоцкий департамент (пол. Departament płocki) — административная единица Варшавского герцогства со столицей в Плоцке, созданная в соответствии со ст. 64 конституции из Плоцкого департамента Новой Восточной Пруссии. 19 декабря 1807 г. департамент был разделен на поветы и гмины. После Венского конгресса оно было преобразовано в Плоцкое воеводство российского Царства Польского.

## Административное деление
- Вышогродский
- Липинский
- Млавский
- Остроленкский
- Пултуский
- Пшаснышский